# Bribir (żupania primorsko-gorska)
Bribir – wieś w Chorwacji, w żupanii primorsko-gorskiej, siedziba gminy Vinodolska. W 2011 roku liczyła 1695 mieszkańców.